# Dogbowl
Dogbowl (de son vrai nom Stephen Tunney) est un chanteur, auteur, compositeur, peintre, et musicien américain. Il faisait partie du groupe King Missile avant de se consacrer à un travail solo.
Il est l'auteur du roman Flan, publié en 1992. Flan est un roman assez violent et contenant plusieurs éléments surréalistes.

## Discographie
En solo:
- 1989 : Tit...an opéra
- 1991 : Cyclops Nuclear Submarine Captain
- 1992 : Flan
- 1993 : Project Success
- 1995 : Live at WFMU
- 1998 : The Zeppelin Record
- 2001 : Fantastic Carburetor Man
- 2001 : The Best Of Dogbowl
- 2003 : Chien Lunatic
- 2005 : Songs For Nacisse
- 2007 : Live at CBGB 1985-1986

Avec Kramer:
- 1994 : Hot Day In Waco
- 1995 : Gunsmoke

Avec King Missile (Dog-Fly Religion):
- 1987 : Fluting on the Hump
- 1988 : They